# Donut

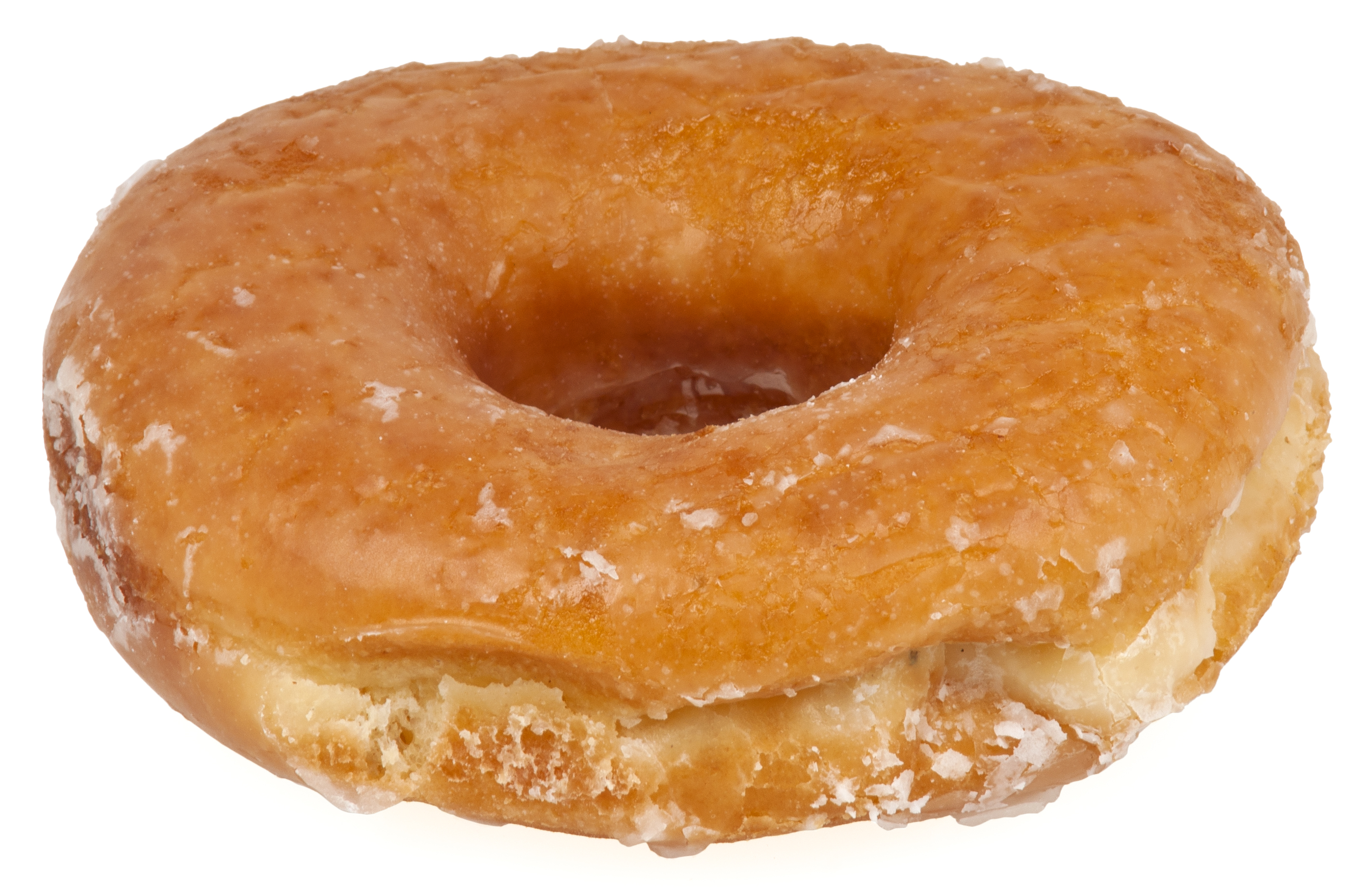
Lukrowany donut

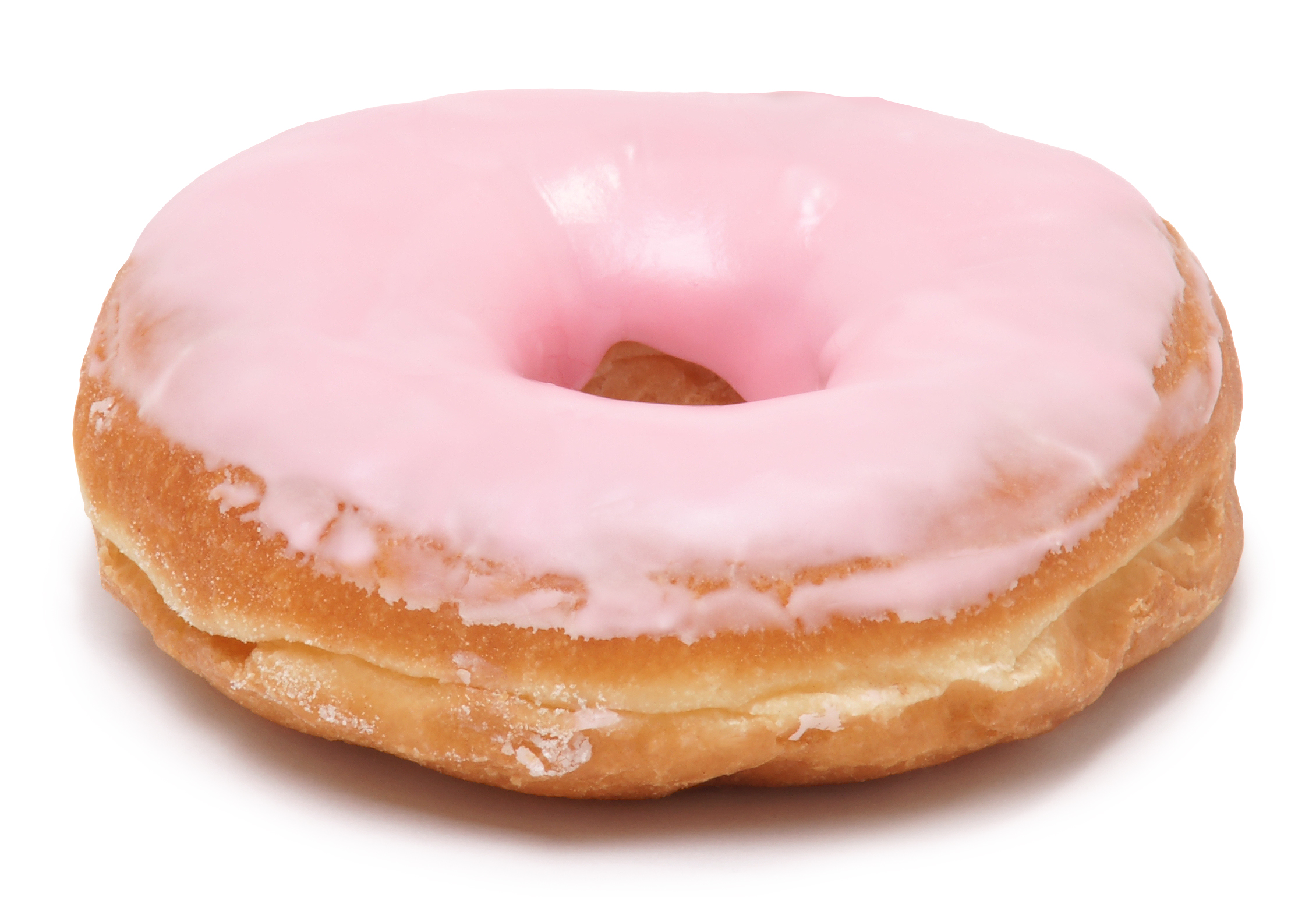
Donut w polewie

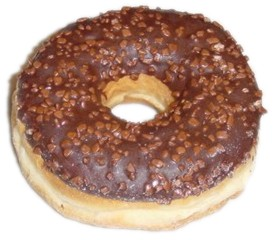
Donut w czekoladzie

Doughnut, donut – rodzaj wysmażanego na głębokim oleju wyrobu cukierniczego w kształcie zbliżonym do torusa („oponki”). Często z polewą, np. czekoladową lub lukrową. Popularny w wielu krajach jako słodka przekąska lub deser. Od polskiego pączka odróżnia go kształt i brak nadzienia.

## Historia

### Pochodzenie
Istnieje kilka teorii tłumaczących pochodzenie donutów.
- Pierwsza z nich mówi, że zostały wynalezione w Ameryce Północnej przez holenderskich osadników[1]. Faktycznie, w XIX wieku donuty były opisywane jako rodzaj oliebola (słodkiego ciastka smażonego w tłuszczu)[2].
- Hanson Gregory twierdził, że w 1847 roku, kiedy miał 16 lat, wynalazł obecny kształt donutów. Był on nieusatysfakcjonowany pierwowzorem, którego środek był często surowy. Wobec tego wytłoczył on, za pomocą cynowej pieprzniczki, otwór w cieście, a później przekazał tę technikę swojej matce[3], Elizabeth Gregory.
- Według antropologa Paula R. Mullinsa, pierwsza książka kucharska, która wspomina donuty, powstała w 1803. W XIX wieku donut wyglądał i smakował dokładnie jak współczesny, był utożsamiany z amerykańskim jedzeniem[4].
- Kolejna teoria pojawiła się w 2013, jednocześnie dezaktualizując wszystkie poprzednie, kiedy przepis na dow nuts został znaleziony w książce przepisów i domowych porad, spisanych w 1800 roku przez żonę barona Thomasa Dimesdale’a[5]. Przepis ten został przekazany wdowie po baronie przez znajomego, który przetłumaczył dla niej recepturę na lokalny przysmak, zwany hertfordshire nut[6].

### Etymologia

#### „Dough nut”
Najwcześniejsze odnotowane użycie tego słowa pochodzi z noweli z 1808, jednak częściej uważa się, że nazwę tę wprowadził rok później Washington Irving w swej pracy History of New York, gdzie używa on terminu „doughnut”, jako określenia słodkiego ciastka smażonego na smalcu.
Określenie doughnut, pomimo iż jest raczej nazwą tradycyjną, wciąż jest dominujące poza Stanami Zjednoczonymi. Obecnie zarówno ono, jak i jego skrócona wersja donut są powszechnie używane w amerykańskim angielskim.

#### „Donut”
W druku po raz pierwszy słowo to zostało użyte w 1900 roku przez George’a W. Pecka, w książce Peck’s Bad Boy and his Pa. Według innej książki, Donuts: An American Passion, napisanej przez Johna T. Edge’a w 2006, tę skróconą wersję wymyślono w Display Doughnut Machine Corporation, aby uprościć wymowę obcokrajowcom oraz zachęcić w ten sposób do kupowania ich maszyn do wyrobu doughnutów. Do 1950 roku słowo donut było rzadko używane. Od tej daty jednak, za sprawą rozpowszechnienia sieci barów Dunkin’ Donuts, znacząco wzrosła jego popularność.
Według Oxford English Dictionary doughnut jest określeniem międzynarodowym, natomiast donut typowo amerykańskim.

## Narodowy Dzień Doughnuta
Narodowy Dzień Doughnuta (znany także jako Narodowy Dzień Donuta) obchodzony jest co roku, w pierwszy piątek czerwca, w Stanach Zjednoczonych. Jest to kultywowanie tradycji Dnia Doughnuta, zapoczątkowanej przez Armię Zbawienia w 1938, aby uczcić ich członków, którzy serwowali te słodkie ciastka żołnierzom podczas I wojny światowej.